# Pierre Jolibois
Médard Pierre Jolibois (* 23. Mai 1884 in Paris; † 9. Februar 1954) war ein französischer Chemiker.
Jolibois studierte ab 1903 an der École polytechnique. Danach trat er 1906 ins Labor für Allgemeine Chemie an der Sorbonne ein, geleitet von Henry Le Chatelier, bei dem er 1910 über die Allotropie von Phosphor  promoviert wurde. Im Ersten Weltkrieg diente er als Batteriechef bei der Artillerie und ab 1917 in einer Kommission für Chemie. In dieser Funktion inspizierte er auch 1919 chemische Fabriken in Deutschland in Ludwigshafen (und auch nach dem Zweiten Weltkrieg übernahm er 1948 von französischer Seite die Aufsicht über die Kontrolle der zu der Zeit zerschlagenen IG Farben). 1913 war er Repetitor für Chemie an der École Polytechnique. 1921 wurde er Professor für Allgemeine und Analytische Chemie an der École des Mines.
Er befasste sich mit metallorganischer Chemie von Magnesium, Hydrat-Formen von Calciumsulfat,  Phosphor-Chemie (u. a. Allotropie von Phosphor und Arsen), Düngemittel, chemische Phänomene bei Gasentladung in verdünnten Gasen und Elektrochemie.
1938 erhielt er die August-Wilhelm-von-Hofmann-Denkmünze. 1935 wurde er Präsident der französischen chemischen Gesellschaft (als Nachfolger von Eugène Darmois)  und er war Präsident der Sektion Anorganische Chemie (Chimie minérale) der International Union of Pure and Applied Chemistry. 1944 wurde er Mitglied der Académie des sciences.